# Brezarić
Brezarić je naseljeno mjesto u Republici Hrvatskoj u Zagrebačkoj županiji. 

## Zemljopis
Administrativno je u sastavu općine Krašić. Naselje se proteže na površini od 3,81 km².

## Stanovništvo
Prema popisu stanovništva iz 2001. godine u Brezariću živi 306 stanovnika i to u 91 kućanstvu. Gustoća naseljenosti iznosi 80,31 st./km².
| broj stanovnika | 230   | 279   | 300   | 355   | 391   | 383   | 345   | 415   | 481   | 485   | 490   | 447   | 353   | 352   | 306   | 270   | 242   |
|                 | 1857. | 1869. | 1880. | 1890. | 1900. | 1910. | 1921. | 1931. | 1948. | 1953. | 1961. | 1971. | 1981. | 1991. | 2001. | 2011. | 2021. |

## Spomenici i znamenitosti
- Rodna kuća kardinala Alojzija Stepinca

## Poznate osobe
- Blaženi Alojzije Stepinac, hrvatski kardinal